# 鳥取ショッピングシティ
鳥取ショッピングシティ（とっとりショッピングシティ）は、鳥取県鳥取市に所在するイオンリテール株式会社が運営を行うショッピングセンターである。

## 概要
1989年にジャスコ鳥取店を核とする「新日本海ショッピングタウン」として開業。建物の老朽化やイオン自身も郊外に2000年にジャスコ鳥取北店（現・イオンモール鳥取北）の開業などでかつて（1990年代・平成初期）に比べれば勢いがない。地元では特に鳥取北店開店以降は「駅裏（駅南）のジャスコ（イオン）」と呼ばれることが一般的である。
当初の運営会社であった株式会社新日本海ショッピングタウンは、1989年にジャスコ（法人としては現在のイオン）に買収された後に商号保全会社として数年の休眠期間を経て、2008年に現在のイオンリテール株式会社となり、イオングループの小売部門を担うとともに、再び当SCの運営を担当することになった。
建物自体は、日ノ丸総本社と朝日生命保険が所有している。
屋上の看板は開店から1993年ごろまで2代目Jロゴ、同年秋から2011年のブランド統一ごろまで3代目JUSCOロゴ、ブランド統一ごろからÆONロゴに変更されている。
2018年1月4日から駐車場を有料化、最初の2時間は無料。以降は60分毎200円で当日深夜24時までの間は上限600円、1000円以上の買い物で1時間延長で3時間まで無料。

## テナント
核店舗はイオン鳥取店である。専門店はPALO（ゲームセンター）、キャンドゥなどがある。
専門店全店の一覧は公式サイト「専門店連絡先」を、営業時間およびATMを設置する金融機関の詳細は公式サイト「インフォメーション」を参照。

## 交通

### 道路
- 国道53号・国道373号・鳥取県道21号鳥取鹿野倉吉線・鳥取県道43号鳥取福部線今町二丁目交差点、南約200m
- 国道53号・国道373号・鳥取県道26号秋里吉方線天神町交差点、北約200m
- 鳥取県道26号秋里吉方線産業体育館前交差点、北へすぐ

### 鉄道
- 鳥取駅南口から徒歩5分。

### バス
- 鳥取市100円循環バス「くる梨」赤コース（8の字型の運行）・青コース（8の字型の運行）・緑コース（右回り）市役所前バス停から徒歩1分。かつては当SCの西入口にイオン鳥取店バス停があったが、鳥取市役所の移転に伴い、バス停も移転した。